# Jan Aro Regencia
Jan Aro Regencia (* 18. Oktober 2000) ist ein philippinischer Eishockeyspieler, der seit 202l bei Krazy to the Max in der philippinischen Liga spielt.

## Karriere
Jan Aro Regencia begann seine Karriere bei den Omni Brokers und den Manila Griffins in der Manila Ice Hockey League. 2018 wechselte er in die höherklassige philippinische Eishockeyliga. Nachdem er zunächst für die Manila Chiefs aktiv gewesen war, ging er 2019 zu den Philippine Eagles. 2022/23 war er erneut für die Chiefs aktiv. Seit 2023 spielt er bei Krazy to the Max.

### International
Im Juniorenbereich nahm Regencia mit dem philippinischen Team am IIHF U20 Challenge Cup of Asia 2018 und 2019, als der dritte Platz erreicht wurde, teil.
Für die philippinische Nationalmannschaft spielte Regencia beim IIHF Challenge Cup of Asia 2018 und 2019. Bei den Südostasienspielen 2017 gelang ihm mit den Philippinen der Sieg, während es 2019 zur Bronzemedaille reichte. Anschließend spielte er bei der Weltmeisterschaft 2023 in der Division IV, als der Aufstieg in die Division III gelang. Dort spielte er bei der Weltmeisterschaft 2024, als er drittbester Vorbereiter des Turniers nach seinem Landsmann Steven Füglister und dem Hongkongchinesen Justin Cheng war.

### Trainer
Bereits während seiner aktiven Laufbahn ist Regencia auch als Trainer tätig. So betreute er die philippinische U20-Auswahl bei der IIHF Ice Hockey U20 Asia and Oceania Championship 2022 als Assistenztrainer. In gleicher Funktion war er bei der IIHF Ice Hockey Women’s Asia and Oceania Championship 2023 tätig.

## Erfolge und Auszeichnungen
| - 2017 Goldmedaille bei den Südostasienspielen - 2018 Bronzemedaille beim IIHF Challenge Cup of Asia - 2019 Bronzemedaille beim IIHF U20 Challenge Cup of Asia | - 2019 Silbermedaille beim IIHF Challenge Cup of Asia - 2019 Bronzemedaille bei den Südostasienspielen - 2023 Aufstieg in die Division III, Gruppe B, bei der Weltmeisterschaft der Division IV |